# María Guadalupe García Zavala
Maria Guadalupe Garcia Zavala (ur. 27 kwietnia 1878 w Zapopan, zm. 24 czerwca 1963 w Guadalajarze) – meksykańska zakonnica, założycielka Zgromadzenie Służebnic św. Małgorzaty Marii i Ubogich, święta Kościoła katolickiego.
Mając 23 lata była zaręczona, jednak zerwała zaręczyny i pracowała jako pielęgniarka w szpitalu. Poświęcając się służbie najuboższym, potrzebującym i chorym, razem ze spowiednikiem założyła Zgromadzenie Służebnic św. Małgorzaty Marii i Ubogich przyjmując imię Lupita. W czasie meksykańskiej wojny domowej ukrywała prześladowanych kapłanów. Mottem matki Lupity były słowa: "Miłość do granic poświęcenia i wytrwałość aż do śmierci".
Zmarła w wieku 85 lat.
Beatyfikował ją papież Jan Paweł II w dniu 25 kwietnia 2004 roku na Placu św. Piotra w Watykanie.
20 grudnia 2012 papież Benedykt XVI podpisał dekret uznający cud za wstawiennictwem bł. Marii Guadalupe, zaś 11 lutego 2013 podczas konsystorza wyznaczył datę jej kanonizacji. 12 maja 2013 została kanonizowana przez papieża Franciszka